# Грожан, Ромен
Роме́н (Роман) Грожа́н (фр. Romain Grosjean; родился 17 апреля 1986, Женева) — швейцарский и французский автогонщик, выступающий по французской гоночной лицензии; чемпион серии GP2 (2011). В 2009 году и с 2012 по 2020 годы — пилот Формулы-1. Обладатель 10 подиумов (все завоёваны в период выступлений за команду Lotus). На данный момент является пилотом команды Andretti Autosport в IndyCar Series.

## Общая информация
Женат. У него и его супруги Марион есть сыновья Саша (род. 2013) и Симон (род. 2015), а также дочь Камилла (род. 2017).

## Спортивная карьера
Впервые попробовал себя в автоспорте в 2000 году — приняв участие в ряде картинговых соревнований. Довольно быстро Грожан смог бороться на равных с лидерами пелотона разнообразных по статусу соревнований. В 2001 году выиграл чемпионат Франции в классе ICA, два года спустя дебютировал в гонках «формульного» типа, приняв участие в гонках 1,6-литрового класса серий Формулы-Рено в Швейцарии и Италии. Грожан быстро освоился на новой технике, выиграв несколько гонок и завоевав титул чемпиона швейцарского первенства. Следующие пару лет провёл на более мощной технике — во французской и европейской Формуле Рено 2.0. На второй сезон в доминирующем стиле выиграл младшее первенство, в общеевропейской серии Грожан также показывал неплохие результаты, но пропустил слишком много этапов, чтобы бороться за высокие позиции в общем зачёте. Успехи юного пилота заинтересовали автоспортивное подразделение концерна Renault, включившего его в свою программу поддержки молодых пилотов и обеспечив стабильное финансирование на длительный период карьеры.
2006-07 годы Грожан провёл в гонках на технике Формулы-3, сделав основной упор на евросерию. Первый год был потрачен на изучение новой техники, а на второй он вновь боролся за титул: одержав шесть побед в двадцати гонках основного сезона, смог переиграть в стабильности результатов Себастьена Буэми и Нико Хюлькенберга и завоевал титул. Единичные старты складывались менее удачно — в сумме пять раз приняв участие в зандвортском Masters и Гран-при Макао, Грожан ни разу не смог финишировать выше пятого места. Далее провёл два сезона в гонках на технике GP2, сходу выиграв разминочное азиатское первенство и в первый же сезон заняв четвёртое место в основном чемпионате. В 2009 году Грожан долгое время лидировал в личном зачёте, выиграл две гонки, но в середине чемпионата покинул серию, заменив в команде Renault в Формуле-1 уволенного Нельсиньо Пике. Франко-британская команда в сезоне 2009 года находилась в кризисном периоде своей истории и даже её лидер — Фернандо Алонсо — периодически не без труда боролся за попадания в очковую зону. Грожан, сев за руль второго болида без должного тестового наката, до конца сезона ни разу не финишировал выше тринадцатого места, запомнившись лишь участием в ряде аварий.
В конце сезона в команде сменилось руководство, а новые владельцы привели с собой других пилотов. Грожан некоторое время находился вне гонок, но вскоре получил второй шанс — новые владельцы команды из Энстоуна включили его в свою программу поддержки, устроив во второстепенные европейские серии, где он гонялся следующие два сезона. Он провёл сезон в Auto GP (завоевал титул с комфортным отрывом, несмотря на пропуск трети чемпионата), а также полтора сезона в GP2 и сезон в GP2 Asia (по титулу в каждой — причём для пилотов его команды DAMS общая победа в основном первенстве GP2 стал первым подобным успехом с 1994 года). Параллельно с этим Грожан пробовал себя и в гонках кузовной техники, стартуя в суточных марафонах в Ле-Мане, Спа и принимая участие в чемпионате мира FIA GT1 (в последнем выиграл несколько гонок).

## Возвращение в «Формулу-1»

### Lotus (2012—2015)
В 2012 году Грожан вернулся в «Формулу-1» при поддержке Total подписав контракт основного пилота с коллективом, сменившим название на Lotus. Второй приход в чемпионат мира оказался удачнее предыдущего — команда выбралась из предыдущего периода неудач и в 2012—2013 годах была одними из лидеров пелотона. Грожан к концу этого отрезка стал регулярно опережать своего опытного и титулованного напарника Кими Райкконена, периодически борясь за победы. Первый год был наполнен множеством отказов техники и собственных ошибок Грожана, за одну из которых он был дисквалифицирован на Гран-при Италии в 2012 году (на предыдущей гонке — в Бельгии — неосторожные манёвры Грожана на старте привели к серьёзной массовой аварии с участием одного из лидеров чемпионата).

#### 2014
Конкурентоспособный период команды продлился недолго — владельцы Lotus не смогли постоянно привлекать нужное количество спонсорской поддержки, из-за чего не смогли удерживать у себя всех членов своего технического штаба и частично экономили на развитии машины 2014 года. Эти действия принесли команде значительный спад в результатах в 2014 году и серьёзные проблемы с надёжностью. За 19 гонок сезона Грожан лишь дважды финишировал в очковой зоне, набрав восемь очков.

#### 2015
В 2015 году Lotus построил более конкурентоспособный автомобиль, который был оснащен двигателем Mercedes. Шасси E23 Hybrid с Грожаном за рулем показало большой потенциал на предсезонных тестах. Однако механические проблемы в Австралии и разворот после контакта с Серхио Пересом в Малайзии помешали Грожану набрать очки. После первых двух неудачных гонок Ромен хорошо выступил в Китае и Бахрейне, заняв 7-е место в обеих гонках. В Испании Lotus неплохо смотрелся и в практике, и в квалификации, и Грожан едва ли не прошёл в третий сегмент квалификации, заняв 11 место на стартовой решетке. В гонке его темп улучшился, и он финишировал восьмым, несмотря на контакт с Пастором Мальдонадо на первых кругах и ошибку на пит-стопе. В Монако Грожан мог четвёртый раз подряд финишировать в очковой зоне, несмотря на штраф за смену коробки передач, но в гонке у него произошёл контакт с Максом Ферстаппеном во время битвы за позицию. Грожан смог вернуться в борьбу, но финишировал лишь двенадцатым.
В Канаде E23 Hybrid был одним из самых быстрых автомобилей, а Грожан занял в квалификации впечатляющее 5-е место. В гонке он был в топ-5, но на 51 круге между Грожаном и Уиллом Стивенсом на Marussia произошёл контакт, оба гонщика побывали в боксах для смены резины, а стюарды наказали Романа пятисекундным штрафом, однако он все равно смог финишировать в очках. В Австрии он был в топ-10, но механические проблемы не дали ему завершить гонку. В Великобритании он сошёл на первом круге после контакта с Даниэлем Риккардо и напарником Пастором Мальдонадо. В Венгрии он получил штраф за небезопасный выезд из боксов. Но ближе к концу гонки он отыграл много позиций из-за проблем у других гонщиков. В итоге ему удалось повторить свой лучший финиш в сезоне — 7 место, финишировав впереди Нико Росберга на Mercedes. В Бельгии у Lotus снова был один из самых быстрых автомобилей, и Грожан квалифицировался четвёртым, но стартовал девятым из-за штрафа. В гонке он стабильно отыгрывал позиции, и за несколько кругов до финиша Грожан был четвёртым. Перед ним ехал Феттель, который был на очень изношенных шинах, и Грожан догнал его за 5 кругов. Он никак не мог обогнать немца, но правая задняя шина Феттеля взорвалась на предпоследнем круге. Грожан стал третьим, впервые с Гран-при США 2013 года. После гонки Ромен сказал, что плакал на последнем круге.
В Италии Грожан вновь попал в третий сегмент квалификации, заняв 8 место на стартовой решетке, но сошёл уже в первом повороте из-за столкновения с другим болидом. В Сингапуре он был вынужден сойти за несколько кругов до финиша из-за предполагаемой проблемы с коробкой передач. В Японии Грожан был на 6-м месте после старта, но потерял позицию во время атаки на Нико Хюлкенберга. К концу гонки он был под давлением Мальдонадо, который отставал чуть более чем на секунду, но Грожан сумел сохранить седьмую позицию до финиша и впервые набрал очки после Бельгии. В финальной гонке сезона в Абу-Даби финишировал девятым. Грожан занял одиннадцатое место в личном зачете с 51 очками, а команда Lotus после провального сезона 2014 года заняла 6 место в кубке конструкторов с 78 очками.

### Haas (2016—2020)

#### 2016
29 сентября 2015 года было объявлено, что в 2016 году Грожан будет выступать за новую команду Haas F1. Его напарником стал бывший пилот Sauber и тест-пилот Ferrari Эстебан Гутьеррес. В первой же гонке, Гран-при Австралии, Грожан занял шестое место, набрав 8 очков. Впервые с 2009 года команда-дебютант набрала очки в первой же гонке (такое в последний раз удавалось Brawn GP, однако эта команда в первой же гонке взяла победный дубль). Грожан был признан пилотом дня. На следующей гонке в Бахрейне он финишировал пятым, снова став пилотом дня. В течение сезона Грожану ещё трижды удалось набрать очки, став тринадцатым в личном зачете с 29 очками, а команда Haas заняла 8-е место в кубке конструкторов, опередив Renault, Sauber и Manor.

#### 2017
11 ноября 2016 года команда объявила, что Кевин Магнуссен будет напарником Грожана в 2017 году, заменив Гутьерреса.
В первой гонке сезона команда квалифицировалась на самых высоких позициях за её историю — Грожан стал шестым на новом шасси VF-17. Однако в гонке одна из проблем, которая мешала Кевину Магнуссену на протяжении всего уик-энда, коснулась и Грожана, вызвав двойной сход и отсутствие очков на старте сезона. Вторая гонка сезона получилась успешнее — Кевин Магнуссен финишировал 8-м, набрав свои первые очки с момента его финиша на 10-м месте в Гран-при Сингапура 2016 года, и первые очки Haas F1 с Гран-при США 2016 года, где Грожан занял 10-е место.
Haas уверенно выступала в 2017 году. В Монако Грожан и Магнуссен оба приехали в очковой зоне, заняв 8-е и 10-е места соответственно. Команда заняла 8-е место в кубке конструкторов 2-й год подряд после того, как была превзойдена Renault в финальных гонках. Сам Грожан занял 13-е место в личном зачете с 28-ю очками.

#### 2018
В 2018 году Грожан продолжил выступать за Haas вместе с Магнуссеном.
Сезон начался с двойного схода в Австралии — и оба из-за проблемы с креплением колеса на пит-стопе. Это была катастрофа для команды, которая была третья по скорости — в квалификации пилоты Haas заняли пятое и шестое места. В следующих гонках Грожан долго не мог набрать очков — в большинстве случаев из-за собственных ошибок. В Азербайджане во время машины безопасности он прогревал шины и задел переключатель на руле — Ромен врезался в стену, выбыв из гонки. При этом инженер Ромена сказал, что его болид толкнул Маркус Эрикссон. В Испании на первом круге Грожана развернуло и он выбил сразу несколько соперников. Во Франции задел болид Эстебана Окона, в него влетел Пьер Гасли. Грожан получил пятисекундный штраф. И только в Австрии он смог набрать первые очки в сезоне, приехав на высокой 4-й позиции. Далее результаты Грожана стабилизировались и он стал регулярно приезжать в очковой зоне, но на Гран-при Италии он был дисквалифицирован — вечером после финиша стюарды рассмотрели протест команды Renault на конструкцию передней части днища машины Грожана — и исключили гонщика из протокола, признав нарушение. Это позволило набрать первые очки в сезоне российскому пилоту Сергею Сироткину, который с одиннадцатого места поднялся на десятое. Однако Haas подала апелляцию, которая была рассмотрена, а решение будет объявлено 1 ноября 2018 года. В итоге, FIA отклонила эту апелляцию и дисквалификация Грожана осталась в силе.

#### 2019
28 сентября 2018 года было объявлено, что Грожан и Магнуссен останутся в команде Haas F1 на сезон 2019 года. Сезон, как и предыдущий, начался для Ромена не слишком удачно. Финишировать впервые удалось лишь на третьем этапе в Китае, заработать очки — на пятом, в Испании. При этом финишировать в очках удалось лишь трижды, причем всего лишь один раз седьмым и два раза — на десятом месте. Начиная с Гран-при Венгрии очковые финиши и вовсе прекратились, хотя и сходов стало меньше. От собственного напарника — Магнуссена — Грожан по результатам сезона отстал по очкам более чем вдвое. Тем не менее, перед Гран-при Сингапура было объявлено о продлении его контракта с командой на следующий год.

#### 2020
Новый сезон, начавшийся с опозданием из-за эпидемии коронавируса, оказался для Ромена не лучше предыдущих. Опережать на трассе удавалось только пилотов Williams, сход с трассы был только один, но если напарник почти сразу смог дотянуться до очковой зоны, то лучшим результатом Грожана долгое время было 13-е место в Штирии. Только на восьмом этапе в Италии удалось его улучшить до 12-го, и только на 11-м этапе, в Гран-при Айфеля удалось наконец заработать очки — причем за 9-е место, разом опередив напарника. В квалификациях дела шли чуть лучше — но и там выйти из первой сессии удалось лишь трижды.
22 октября было объявлено о прекращении сотрудничества Грожана с Haas.
29 ноября пострадал в аварии на трассе Сахир во время Гран-при Бахрейна. На скорости свыше 200 километров в час болид гонщика врезался в металлическое ограждение трассы, при этом произошло разрушение топливного бака с возгоранием топлива. Гонщик 28 секунд находился в центре возгорания, но смог самостоятельно выбраться из пламени. Сразу же после инцидента гонщик был отправлен на вертолёте в один из военных госпиталей Бахрейна, находясь в сознании. После аварии гонка была сразу же остановлена красными флагами, и была прервана примерно на полтора часа для устранения последствий аварии. В Гран-при Сахира Ромен Грожан не принял участия, его заменил Пьетро Фиттипальди. В аварии Грожан также получил ожоги рук, из-за которых он не стал принимать участие и в финальной гонке сезона.

## Карьера в IndyCar Series
3 февраля 2021 года Грожан объявил, что будет выступать в IndyCar Series в составе команды Dale Coyne Racing, однако выступит не на всех этапах – пропустит гонки на овалах. На первом этапе сезона в Алабаме Грожан квалифицировался седьмым – в шаге от выхода в финальную часть квалификации. В самой гонке Грожан финишировал десятым. Уже в своей третьей гонке в новой серии Грожан завоевал поул на дорожной трассе в Индианаполисе, однако в гонке упустил победу, финишировав вторым. Грожан вновь поднялся на подиум во второй гонке на дорожной трассе в Индианаполисе, где вновь финишировал на втором месте. Несмотря на свои изначальные заявления, Грожан выступил на одном этапе на овальной трассе World Wide Technology Raceway, где в гонке совершил множество обгонов, однако из-за неудачной тактики финишировал только 14-м. На этапе на трассе Лагуна Сека Грожан финишировал на третьем месте, совершив ряд ярких обгонов и отыграв десять позиций. По итогам сезона Грожан шесть раз финишировал в топ-10 и занял 15-е место, проиграв 33 очка лучшему новичку сезона Скотту Маклохлину, выступавшему на всех этапах.
25 сентября 2021 года команда Andretti Autosport объявила о контракте с Грожаном, который заменит в ней чемпиона IndyCar Series 2012 года Райана Хантер-Рея. По контракту Грожан выступит на всех этапах сезона, включая 500 миль Индианаполиса. Для выступления в этой гонке Грожан отработал на специальных тестах на овале в Индианополисе, которые организуются для дебютантов Инди 500.

## Статистика результатов в моторных видах спорта
| 2003 | Formula Lista Junior 1.6     | Advance Racing                        | н/д        | н/д        | н/д        | н/д        | н/д        | 1-й        |
| 2003 | Formula Renault Monza        | Advance Racing                        | 4          | 0          | н/д        | 0          | 0          | НК         |
| 2003 | Швейцарская Формула-Рено 1.6 | н/д                                   | 10         | 10         | н/д        | 10         | н/д        | 1-й        |
| 2004 | Французская Формула-Рено 2.0 | SG Formula                            | 14         | 2          | 4          | 1          | 130        | 7-й        |
| 2004 | Еврокубок Формулы-Рено 2000  | SG Formula                            | 9          | 0          | 0          | 0          | 32         | 14-й       |
| 2005 | Французская Формула-Рено 2.0 | SG Formula                            | 16         | 10         | 13         | 10         | 211        | 1-й        |
| 2005 | Еврокубок Формулы-Рено 2.0   | SG Formula                            | 8          | 0          | 0          | 0          | 28         | 12-й       |
| 2005 | Гран-при Макао Ф3            | Signature Plus                        | 1          | 0          | 0          | 0          |            | 9-й        |
| 2006 | Британская Формула-3         | Signature Plus                        | 2          | 2          | 2          | 2          | 0          | НК         |
| 2006 | Евросерия Формулы-3          | Signature Plus                        | 20         | 0          | 0          | 0          | 19         | 13-й       |
| 2006 | F3 Masters                   | Signature Plus                        | 1          | 0          | 0          | 0          |            | 5-й        |
| 2006 | Гран-при Макао Ф3            | Signature Plus                        | 1          | 0          | 0          | 0          |            | 5-й        |
| 2007 | Евросерия Формулы-3          | ASM Formule 3                         | 20         | 4          | 7          | 6          | 106        | 1-й        |
| 2007 | F3 Masters                   | ASM Formule 3                         | 1          | 0          | 0          | 0          |            | 14-й       |
| 2007 | Гран-при Макао Ф3            | ASM Formule 3                         | 1          | 0          | 0          | 0          |            | 8-й        |
| 2008 | GP2 Asia                     | ART Grand Prix                        | 10         | 4          | 3          | 4          | 61         | 1-й        |
| 2008 | GP2                          | ART Grand Prix                        | 20         | 1          | 4          | 2          | 62         | 4-й        |
| 2008 | Формула-1                    | Renault F1                            | тест-пилот | тест-пилот | тест-пилот | тест-пилот | тест-пилот | тест-пилот |
| 2009 | GP2                          | Addax Team                            | 12         | 3          | 2          | 2          | 45         | 4-й        |
| 2009 | Формула-1                    | Renault F1                            | 7          | 0          | 0          | 0          | 0          | 23-й       |
| 2010 | Auto GP                      | DAMS                                  | 8          | 3          | 4          | 4          | 58         | 1-й        |
| 2010 | GP2                          | DAMS                                  | 8          | 0          | 0          | 0          | 14         | 14-й       |
| 2010 | Формула-1                    | Pirelli                               | тест-пилот | тест-пилот | тест-пилот | тест-пилот | тест-пилот | тест-пилот |
| 2010 | 24 часа Ле-Мана (класс GT1)  | Matech Competition                    | 1          | 0          | 0          | 0          |            | НФ         |
| 2010 | Чемпионат мира FIA GT1       | Matech Competition                    | 10         | 0          | 1          | 2          | 62         | 11-й       |
| 2010 | 24 часа Спа (класс GTN)      | Gravity International                 | 1          | 0          | 0          | 0          |            | 3-й        |
| 2011 | GP2 Asia                     | DAMS                                  | 4          | 2          | 2          | 1          | 24         | 1-й        |
| 2011 | GP2                          | DAMS                                  | 18         | 1          | 4          | 5          | 89         | 1-й        |
| 2011 | Формула-1                    | Renault F1                            | тест-пилот | тест-пилот | тест-пилот | тест-пилот | тест-пилот | тест-пилот |
| 2012 | Формула-1                    | Lotus F1                              | 19         | 0          | 1          | 0          | 96         | 8-й        |
| 2013 | Формула-1                    | Lotus F1                              | 19         | 0          | 0          | 0          | 132        | 7-й        |
| 2014 | Формула-1                    | Lotus F1                              | 19         | 0          | 0          | 0          | 8          | 14-й       |
| 2015 | Формула-1                    | Lotus F1                              | 14         | 0          | 0          | 0          | 51         | 11-й       |
| 2016 | Формула-1                    | Haas F1                               | 21         | 0          | 0          | 0          | 29         | 13-й       |
| 2017 | Формула-1                    | Haas F1                               | 20         | 0          | 0          | 0          | 28         | 13-й       |
| 2018 | Формула-1                    | Haas F1                               | 21         | 0          | 0          | 0          | 37         | 14-й       |
| 2019 | Формула-1                    | Haas F1                               | 21         | 0          | 0          | 0          | 8          | 18-й       |
| 2020 | Формула-1                    | Haas F1                               | 15         | 0          | 0          | 0          | 2          | 19-й       |
| 2021 | IndyCar Series               | Dale Coyne Racing w/ Rick Ware Racing | 16         | 1          | 1          | 0          | 272        | 15-й       |
| 2022 | IndyCar Series               | Andretti Autosport                    | 17         | 0          | 0          | 0          | 328        | 13-й       |
| 2023 | IndyCar Series               | Andretti Autosport                    | 17         | 2          | 0          | 0          | 301        | 13-й       |

### Евросерия Формулы-3
| 2006 | Signature | Dallara F305/029 | Mercedes | HO1 21 | LA1 6  | OS1 3  | BR1 9 | NO1 12 | NÜ1 18 | ZA1 4  | CA1 НК | LM1 20 | HO1 ДК | 19  | 13-й |
| 2006 | Signature | Dallara F305/029 | Mercedes | HO2 13 | LA2 4  | OS2 6  | BR2 6 | NO2 8  | NÜ2 10 | ZA2 11 | CA2 9  | LM2 10 | HO2 ДК | 19  | 13-й |
| 2007 | ASM       | Dallara F305/059 | Mercedes | HO1 5  | BR1 1  | NO1 1  | MA1 2 | MU1 1  | ZA1 1  | NÜ1 5  | CA1 8  | NO1 1  | HO1 2  | 106 | 1-й  |
| 2007 | ASM       | Dallara F305/059 | Mercedes | HO2 1  | BR2 НФ | NO2 НФ | MA2 7 | MU2 2  | ZA2 3  | NÜ2 2  | CA2 ДК | NO2 5  | HO2 3  | 106 | 1-й  |

Жирным выделен старт с поул-позиции, курсивом — быстрейший круг в гонке.
В верхней строчке показаны результаты субботних гонок, в нижней — воскресных.

### GP2 Asia
| 2008 | ART  | DF1 1 | DS1 1  | INF 4 | INS 4 | MYF 9 | MYS 2 | BHF 1 | BHS НФ | DF2 1 | DS2 НФ | 106 | 1-й |
| 2011 | DAMS | YMF 2 | YMS НФ | IMF 1 | IMS 7 |       |       |       |        |       |        | 24  | 1-й |

Жирным выделен старт с поул-позиции, курсивом — быстрейший круг в гонке.

### GP2
| 2008 | ART   | ESF 5  | TUF 2  | MOF НФ | FRF НФ | GBF 5  | GEF 2  | HUF 17 | EUF 3  | BEF 1  | ITF 4 | 62 | 4-й  |
| 2008 | ART   | ESS 13 | TUS 1  | MOS 10 | FRS НФ | GBS 8  | GES 4  | HUS 12 | EUS НФ | BES 9  | ITS 3 | 62 | 4-й  |
| 2009 | Addax | ESF 1  | MOF 1  | TUF НФ | GBF 5  | EUF 18 | HUF 10 | -      | -      | -      | -     | 45 | 4-й  |
| 2009 | Addax | ESS 2  | MOS 17 | TUS 12 | GBS 4  | EUS 5  | HUS 4  | -      | -      | -      | -     | 45 | 4-й  |
| 2010 | DAMS  | -      | -      | -      | -      | -      | GEF 20 | -      | BEF 3  | ITF 13 | ABF 6 | 14 | 14-й |
| 2010 | DAMS  | -      | -      | -      | -      | -      | GES 19 | -      | BES 6  | ITS 17 | ABS 3 | 14 | 14-й |
| 2011 | DAMS  | TUF 1  | ESF ДК | MOF 4  | VAF 1  | GBF 4  | GEF 3  | HUF 1  | BEF 3  | ITF 3  |       | 89 | 1-й  |
| 2011 | DAMS  | TUS 10 | ESS 9  | MOS 3  | VAS НФ | GBS 1  | GES 1  | HUS 3  | BES 4  | ITS 21 |       | 89 | 1-й  |

Жирным выделен старт с поул-позиции. Курсивом — быстрейший круг в гонке.
В первой строчке показаны результаты длинных (субботних) гонок, во второй — спринтерских (воскресных) гонок.

### Формула-1
| Легенда к таблице |                                                                    |
| --- | ------------------------------------------------------------------ |
| В таблице перечислены результаты всех Гран-при Формулы-1, в которых принимал участие гонщик. Строками таблицы являются сезоны, столбцами — этапы чемпионата мира. В каждой клетке указаны сокращённое название этапа и результат, дополнительно обозначенный цветом. Расшифровка обозначений и цветов представлена в нижеследующей таблице. |                                                                    |
| \| Пример \| Описание \| \| ------------ \| ------------------------------------------------------------------ \| \| 1 \| Победитель \| \| 2 \| Второе место \| \| 3 \| Третье место \| \| 5 \| Финишировал, заработав очки \| \| Сход \| Не финишировал, но при этом заработал очки \| \| 12 \| Финишировал, не получив очков \| \| НКЛ \| Финишировал, но не попал в финальную классификацию \| \| 15 \| Участвовал вне зачёта, либо по отдельной классификации \| \| 18 \| Не финишировал, но попал в финальную классификацию \| \| Сход \| Не финишировал \| \| НКВ \| Не прошёл квалификацию \| \| НПКВ \| Не прошёл предквалификацию \| \| ДСК \| Дисквалифицирован \| \| ИСК \| Исключён из протокола соревнований \| \| ТТ \| Заявлен для участия только в тренировках \| \| НС \| Участвовал в квалификации, но не стартовал в гонке \| \| Т \| Травмирован или болен \| \| ОТК \| Отказ от участия \| \| НТР \| Прибыл на соревнования, но на трассу не выезжал \| \| НПР \| Был заявлен в числе участников, но не прибыл к началу соревнований \| \| О \| Соревнования отменены \| \| \| Не участвовал \| \| Поул-позиция \| \| \| Быстрый круг \| \| |                                                                    |
| Пример | Описание                                                           |
| 1 | Победитель                                                         |
| 2 | Второе место                                                       |
| 3 | Третье место                                                       |
| 5 | Финишировал, заработав очки                                        |
| Сход | Не финишировал, но при этом заработал очки                         |
| 12 | Финишировал, не получив очков                                      |
| НКЛ | Финишировал, но не попал в финальную классификацию                 |
| 15 | Участвовал вне зачёта, либо по отдельной классификации             |
| 18 | Не финишировал, но попал в финальную классификацию                 |
| Сход | Не финишировал                                                     |
| НКВ | Не прошёл квалификацию                                             |
| НПКВ | Не прошёл предквалификацию                                         |
| ДСК | Дисквалифицирован                                                  |
| ИСК | Исключён из протокола соревнований                                 |
| ТТ | Заявлен для участия только в тренировках                           |
| НС | Участвовал в квалификации, но не стартовал в гонке                 |
| Т | Травмирован или болен                                              |
| ОТК | Отказ от участия                                                   |
| НТР | Прибыл на соревнования, но на трассу не выезжал                    |
| НПР | Был заявлен в числе участников, но не прибыл к началу соревнований |
| О | Соревнования отменены                                              |
| | Не участвовал                                                      |
| Поул-позиция |                                                                    |
| Быстрый круг |                                                                    |

| Сезон | Команда          | Шасси            | Двигатель                     | Ш | 1        | 2        | 3      | 4        | 5        | 6        | 7        | 8        | 9        | 10       | 11       | 12       | 13       | 14       | 15       | 16       | 17     | 18       | 19       | 20       | 21     | Место | Очки |
| ----- | ---------------- | ---------------- | ----------------------------- | - | -------- | -------- | ------ | -------- | -------- | -------- | -------- | -------- | -------- | -------- | -------- | -------- | -------- | -------- | -------- | -------- | ------ | -------- | -------- | -------- | ------ | ----- | ---- |
| 2009  | Renault F1 Team  | Renault R29      | Renault RS27 2,4 V8           | B | АВС      | МАЛ      | КИТ    | БАХ      | ИСП      | МОН      | ТУР      | ВЕЛ      | ГЕР      | ВЕН      | ЕВР 15   | БЕЛ Сход | ИТА 15   | СИН Сход | ЯПО 16   | БРА 13   | АБУ 18 |          |          |          |        | 23    | 0    |
| 2011  | Lotus Renault GP | Renault R31      | Renault RS27 2,4 V8           | P | АВС      | МАЛ      | КИТ    | ТУР      | ИСП      | МОН      | КАН      | ЕВР      | ВЕЛ      | ГЕР      | ВЕН      | БЕЛ      | ИТА      | СИН      | ЯПО      | КОР      | ИНД    | АБУ тест | БРА тест |          |        | —     | 0    |
| 2012  | Lotus F1 Team    | Lotus E20        | Renault RS27 2,4 V8           | P | АВС Сход | МАЛ Сход | КИТ 6  | БАХ 3    | ИСП 4    | МОН Сход | КАН 2    | ЕВР Сход | ВЕЛ 6    | ГЕР 18   | ВЕН 3    | БЕЛ Сход | ИТА      | СИН 7    | ЯПО 19   | КОР 7    | ИНД 9  | АБУ Сход | США 7    | БРА Сход |        | 8     | 96   |
| 2013  | Lotus F1 Team    | Lotus E21        | Renault RS27 2,4 V8           | P | АВС 10   | МАЛ 6    | КИТ 9  | БАХ 3    | ИСП Сход | МОН Сход | КАН 13   | ВЕЛ 19   | ГЕР 3    | ВЕН 6    | БЕЛ 8    | ИТА 8    | СИН Сход | КОР 3    | ЯПО 3    | ИНД 3    | АБУ 4  | США 2    | БРА Сход |          |        | 7     | 132  |
| 2014  | Lotus F1 Team    | Lotus E22        | Renault F1-2014 Energy V6     | P | АВС Сход | МАЛ 11   | БАХ 12 | КИТ Сход | ИСП 8    | МОН 8    | КАН Сход | АВТ 14   | ВЕЛ 12   | ГЕР Сход | ВЕН Сход | БЕЛ Сход | ИТА 16   | СИН 13   | ЯПО 15   | РОС 17   | США 11 | БРА 17   | АБУ 13   |          |        | 14    | 8    |
| 2015  | Lotus F1 Team    | Lotus E23 Hybrid | Mercedes PU106B Hybrid 1,6 V6 | P | АВС Сход | МАЛ 11   | КИТ 7  | БАХ 7    | ИСП 8    | МОН 12   | КАН 10   | АВТ Сход | ВЕЛ Сход | ВЕН 7    | БЕЛ 3    | ИТА Сход | СИН 13   | ЯПО 7    | РОС Сход | США Сход | МЕК 10 | БРА 8    | АБУ 9    |          |        | 11    | 51   |
| 2016  | Haas F1 Team     | Haas VF-16       | Ferrari 059/5 1,6 V6 t        | P | АВС 6    | БАХ 5    | КИТ 19 | РОС 8    | ИСП Сход | МОН 13   | КАН 14   | ЕВР 13   | АВТ 7    | ВЕЛ Сход | ВЕН 14   | ГЕР 13   | БЕЛ 13   | ИТА 11   | СИН НС   | МАЛ Сход | ЯПО 11 | США 10   | МЕК 20   | БРА НС   | АБУ 11 | 13    | 29   |
| 2017  | Haas F1 Team     | Haas VF-17       | Ferrari 062 1,6 V6T           | P | АВС Сход | КИТ 11   | БАХ 8  | РОС Сход | ИСП 10   | МОН 8    | КАН 10   | АЗЕ 13   | АВТ 6    | ВЕЛ 13   | ВЕН Сход | БЕЛ 7    | ИТА 15   | СИН 9    | МАЛ 13   | ЯПО 9    | США 14 | МЕК 15   | БРА 15   | АБУ 11   |        | 13    | 28   |
| 2018  | Haas F1 Team     | Haas VF-18       | Ferrari 062 EVO 1,6 V6T       | P | АВС Сход | БАХ 13   | КИТ 17 | АЗЕ Сход | ИСП Сход | МОН 15   | КАН 12   | ФРА 11   | АВТ 4    | ВЕЛ Сход | ГЕР 6    | ВЕН 10   | БЕЛ 7    | ИТА ДСК  | СИН 15   | РОС 11   | ЯПО 8  | США Сход | МЕК 16   | БРА 8    | АБУ 9  | 14    | 37   |
| 2019  | Haas F1 Team     | Haas VF-19       | Ferrari 1,6 V6T               | P | АВС Сход | БАХ Сход | КИТ 11 | АЗЕ Сход | ИСП 10   | МОН 10   | КАН 14   | ФРА 20   | АВТ 16   | ВЕЛ Сход | ГЕР 7    | ВЕН Сход | БЕЛ 13   | ИТА 16   | СИН 11   | РОС Сход | ЯПО 13 | МЕК 17   | США 15   | БРА 13   | АБУ 15 | 18    | 8    |
| 2020  | Haas F1 Team     | Haas VF-20       | Ferrari 065 1,6 V6T           | P | АВТ Сход | ШТИ 13   | ВЕН 16 | ВЕЛ 16   | 70Л 16   | ИСП 19   | БЕЛ 15   | ИТА 12   | ТОС 12   | РОС 17   | АЙФ 9    | ПОР 16   | ЭМИ 14   | ТУР Сход | БАХ Сход | САХ Т    | АБУ Т  |          |          |          |        | 19    | 2    |

### IndyCar Series
| Легенда к таблице | Легенда к таблице            |
| Цвет              | Результат                    |
| ----------------- | ---------------------------- |
| Золотой           | Победитель                   |
| Серебро           | Второе место                 |
| Бронза            | Третье место                 |
| Зелёный           | 4-е и 5-е место              |
| Светло-синий      | 6-е — 10-е место             |
| Тёмно-синие       | Финиш вне Top10              |
| Пурпурный         | Не финишировал               |
| Красный           | Не прошёл квалификацию (НПК) |
| Коричневый        | Снялся с этапа (Wth)         |
| Чёрный            | Дисквалификация (ДК)         |
| Белый             | Не стартовал (НС)            |
| Бесцветный        | Не участвовал (НУ)           |
| Бесцветный        | Не соревновался              |
| Жирный            | Поул-позиция (1 очко)        |
| Курсив            | Прошёл быстрейший круг       |

| Сезон | Команда                                 | Шасси        | Двигатель | 1      | 2      | 3   | 4   | 5     | 6    | 7      | 8      | 9     | 10    | 11     | 12    | 13     | 14     | 15    | 16     | 17 | Место | Очки |
| ----- | --------------------------------------- | ------------ | --------- | ------ | ------ | --- | --- | ----- | ---- | ------ | ------ | ----- | ----- | ------ | ----- | ------ | ------ | ----- | ------ | -- | ----- | ---- |
| 2021  | Dale Coyne Racing with Rick Ware Racing | Dallara DW12 | Honda     | ALA 10 | STP 13 | TXS | TXS | IMS 2 | INDY | DET 23 | DET 24 | ROA 5 | MDO 7 | NSH 16 | IMS 2 | GTW 14 | POR 22 | LAG 3 | LBH 24 |    | 15    | 272  |
| 2022  | Andretti Global                         | Dallara DW12 | Honda     | 5      | 26     | 2   | 7   | 17    | 31   | 17     | 4      | 21    | 16    | 7      | 9     | 16     | 16     | 13    | 19     | 16 | 17    | 328  |
| 2023  | Andretti Global                         | Dallara DW12 | Honda     | 18     | 14     | 2   | 2   | 11    | 30   | 24     | 25     | 13    | 22    | 11     | 12    | 6      | 18     | 12    | 27     | 11 | 17    | 301  |
| 2024  | Juncos Hollinger Racing                 | Dallara DW12 | Honda     | 22     | 8      | 12  | 12  | 19    | 23   | 7      |        |       |       |        |       |        |        |       |        |    | 16    | 112  |